# Nemoria arizonaria
Nemoria arizonaria is een vlinder uit de familie van de spanners (Geometridae). De wetenschappelijke naam van de soort is voor het eerst geldig gepubliceerd in 1883 door Grote. De soort komt voor in Noord-Amerika.
Waardplant van de rupsen is de eik. Rupsen in het voorjaar lijken op eikenbloesem terwijl rupsen in de zomer op een takje lijken.